# Loch Lomond (Wirginia)
Loch Lomond – jednostka osadnicza w Stanach Zjednoczonych, w stanie Wirginia, w hrabstwie Prince William.